# Марбл, Девин
Девин Марбл (англ. Devyn Marble; род. 21 сентября 1992, Флинт, штат Мичиган, США) — американский профессиональный баскетболист, играющий на позициях атакующего защитника и лёгкого форварда. Был выбран под 56-м номером на драфте НБА 2014 года командой «Денвер Наггетс».

## Профессиональная карьера
26 июня 2014 года Марбл был выбран под 56-м номером на драфте НБА 2014 года командой «Денвер Наггетс». Тем же вечером он вместе с Эваном Фурнье был продан в «Орландо Мэджик», взамен «Денвер» получил Аррона Аффлало. Позже он присоединился к «Мэджик» для участия в Летней лиге НБА 2014 года. Свой первый профессиональный контракт Марбл подписал 24 июля. В первом сезоне в лиге он не смог закрепиться в основном составе клуба, а также играл в фарм-клубе «Орландо Мэджик» в Д-Лиге «Эри Бэйхокс».
Во втором своём профессиональном сезоне он также продолжил играть как в «Орландо Мэджик», так и в «Эри Бэйхокс».
10 августа 2016 года подписал контракт с греческим клубом «Арис». В «Арисе» Марбл доиграл только до декабря, а уже 17 января оказался в итальянском клубе «Аквила Баскет Тренто» и дошёл с ним до финала плей-офф. Получив 7 апреля травму передней крестообразной связки правого колена, весь следующий сезон лечился, после чего провёл в «Тренто» ещё год.
Первую половину следующего сезона провёл в фарм-клубе «Голден Стэйт Уорриорз» в Д-Лиге «Санта-Круз Уорриорз», после чего вернулся в Италию, в болонский «Виртус».

## Статистика

### Статистика в НБА
| Сезон                                                                                    | Команда | Регулярный сезон | Регулярный сезон | Регулярный сезон | Регулярный сезон | Регулярный сезон | Регулярный сезон | Регулярный сезон | Регулярный сезон | Регулярный сезон | Регулярный сезон | Регулярный сезон | Серия плей-офф | Серия плей-офф | Серия плей-офф | Серия плей-офф | Серия плей-офф | Серия плей-офф | Серия плей-офф | Серия плей-офф | Серия плей-офф | Серия плей-офф | Серия плей-офф |
| Сезон                                                                                    | Команда | GP               | GS               | MPG              | FG%              | 3P%              | FT%              | RPG              | APG              | SPG              | BPG              | PPG              | GP             | GS             | MPG            | FG%            | 3P%            | FT%            | RPG            | APG            | SPG            | BPG            | PPG            |
| ---------------------------------------------------------------------------------------- | ------- | ---------------- | ---------------- | ---------------- | ---------------- | ---------------- | ---------------- | ---------------- | ---------------- | ---------------- | ---------------- | ---------------- | -------------- | -------------- | -------------- | -------------- | -------------- | -------------- | -------------- | -------------- | -------------- | -------------- | -------------- |
| 2014/15                                                                                  | Орландо | 16               | 7                | 13,0             | 31,8             | 18,2             | 31,3             | 1,9              | 1,1              | 0,6              | 0,1              | 2,3              | Не участвовал  | Не участвовал  | Не участвовал  | Не участвовал  | Не участвовал  | Не участвовал  | Не участвовал  | Не участвовал  | Не участвовал  | Не участвовал  | Не участвовал  |
| 2015/16                                                                                  | Орландо | 28               | 0                | 8,9              | 29,6             | 25,0             | 41,7             | 1,4              | 0,4              | 0,5              | 0,0              | 2,1              | Не участвовал  | Не участвовал  | Не участвовал  | Не участвовал  | Не участвовал  | Не участвовал  | Не участвовал  | Не участвовал  | Не участвовал  | Не участвовал  | Не участвовал  |
|                                                                                          | Всего   | 44               | 7                | 10,4             | 30,4             | 22,2             | 37,5             | 1,6              | 0,7              | 0,5              | 0,1              | 2,2              | Не участвовал  | Не участвовал  | Не участвовал  | Не участвовал  | Не участвовал  | Не участвовал  | Не участвовал  | Не участвовал  | Не участвовал  | Не участвовал  | Не участвовал  |
| Наведите курсор мыши на аббревиатуры в заголовке таблицы, чтобы прочесть их расшифровку. |         |                  |                  |                  |                  |                  |                  |                  |                  |                  |                  |                  |                |                |                |                |                |                |                |                |                |                |                |

### Статистика в Джи-Лиге
| Сезон                                                                                    | Команда             | Регулярный сезон | Регулярный сезон | Регулярный сезон | Регулярный сезон | Регулярный сезон | Регулярный сезон | Регулярный сезон | Регулярный сезон | Регулярный сезон | Регулярный сезон | Регулярный сезон | Серия плей-офф | Серия плей-офф | Серия плей-офф | Серия плей-офф | Серия плей-офф | Серия плей-офф | Серия плей-офф | Серия плей-офф | Серия плей-офф | Серия плей-офф | Серия плей-офф |
| Сезон                                                                                    | Команда             | GP               | GS               | MPG              | FG%              | 3P%              | FT%              | RPG              | APG              | SPG              | BPG              | PPG              | GP             | GS             | MPG            | FG%            | 3P%            | FT%            | RPG            | APG            | SPG            | BPG            | PPG            |
| ---------------------------------------------------------------------------------------- | ------------------- | ---------------- | ---------------- | ---------------- | ---------------- | ---------------- | ---------------- | ---------------- | ---------------- | ---------------- | ---------------- | ---------------- | -------------- | -------------- | -------------- | -------------- | -------------- | -------------- | -------------- | -------------- | -------------- | -------------- | -------------- |
| 2014/15                                                                                  | Эри Бэйхокс         | 6                | 2                | 30,8             | 34,1             | 32,1             | 59,1             | 5,2              | 2,2              | 1,2              | 0,2              | 13,0             | Не участвовал  | Не участвовал  | Не участвовал  | Не участвовал  | Не участвовал  | Не участвовал  | Не участвовал  | Не участвовал  | Не участвовал  | Не участвовал  | Не участвовал  |
| 2015/16                                                                                  | Эри Бэйхокс         | 14               | 1                | 30,9             | 39,8             | 35,3             | 79,5             | 5,2              | 2,2              | 1,6              | 0,1              | 14,8             | Не участвовал  | Не участвовал  | Не участвовал  | Не участвовал  | Не участвовал  | Не участвовал  | Не участвовал  | Не участвовал  | Не участвовал  | Не участвовал  | Не участвовал  |
| 2019/20                                                                                  | Санта-Круз Уорриорз | 26               | 20               | 29,5             | 47,4             | 33,0             | 66,7             | 4,9              | 1,6              | 1,5              | 0,3              | 12,4             | Не участвовал  | Не участвовал  | Не участвовал  | Не участвовал  | Не участвовал  | Не участвовал  | Не участвовал  | Не участвовал  | Не участвовал  | Не участвовал  | Не участвовал  |
|                                                                                          | Всего               | 46               | 23               | 30,1             | 42,6             | 33,7             | 70,1             | 5,0              | 1,8              | 1,5              | 0,2              | 13,2             | Не участвовал  | Не участвовал  | Не участвовал  | Не участвовал  | Не участвовал  | Не участвовал  | Не участвовал  | Не участвовал  | Не участвовал  | Не участвовал  | Не участвовал  |
| Наведите курсор мыши на аббревиатуры в заголовке таблицы, чтобы прочесть их расшифровку. |                     |                  |                  |                  |                  |                  |                  |                  |                  |                  |                  |                  |                |                |                |                |                |                |                |                |                |                |                |

### Статистика в NCAA
| Сезон | Команда | Conf    | Class | GP  | GS  | MPG  | FG%  | 3P%  | FT%  | RPG | APG | SPG | BPG | PPG  |
| --- | ------- | ------- | ----- | --- | --- | ---- | ---- | ---- | ---- | --- | --- | --- | --- | ---- |
| 2010/11 | Айова   | Big Ten | FR    | 31  | 6   | 19,1 | 37,9 | 26,8 | 53,0 | 2,4 | 1,3 | 0,7 | 0,1 | 5,7  |
| 2011/12 | Айова   | Big Ten | SO    | 35  | 27  | 29,5 | 43,6 | 39,3 | 72,3 | 3,8 | 3,6 | 1,5 | 0,4 | 11,5 |
| 2012/13 | Айова   | Big Ten | JR    | 37  | 37  | 30,5 | 40,9 | 32,7 | 81,0 | 4,0 | 3,0 | 1,1 | 0,3 | 15,0 |
| 2013/14 | Айова   | Big Ten | SR    | 33  | 33  | 30,2 | 42,0 | 34,9 | 71,4 | 3,2 | 3,6 | 1,8 | 0,2 | 17,0 |
| Всего | Всего   | Всего   | Всего | 136 | 103 | 27,6 | 41,5 | 33,8 | 72,6 | 3,4 | 2,9 | 1,3 | 0,2 | 12,5 |
| Наведите курсор мыши на аббревиатуры в заголовке таблицы, чтобы прочесть их расшифровку Статистика приведена с сайта sports-reference.com |         |         |       |     |     |      |      |      |      |     |     |     |     |      |